# Pedrosa
Roberto Gomes Pedrosa (ur. 8 czerwca 1913 w Rio de Janeiro, zm. 6 stycznia 1954 w Rio de Janeiro) – piłkarz brazylijski grający na pozycji bramkarza.

## Kariera klubowa
Roberto Gomes Pedrosa karierę piłkarską rozpoczął w 1930 roku w klubie Botafogo FR. Z Botafogo trzykrotnie zdobył mistrzostwo stanu Rio de Janeiro – Campeonato Carioca w 1932, 1933 oraz 1934. W 1935 przeszedł do Estudantes Paulista i grał w nim do 1937 roku. Ostatnie dwa lata kariery (1938–1939) spędził w São Paulo FC.

## Kariera reprezentacyjna
W 1934 Roberto Gomes Pedrosa pojechał z reprezentacją Brazylii do Włoch na Mistrzostwa Świata i zagrał w jedynym, przegranym meczu przeciwko Hiszpanii. Był to jego debiut w reprezentacji. Łącznie w barwach canarinhos w 1934 roku rozegrał 4 spotkania (19 spotkań licząc mecze z drużynami klubowymi i regionami).
Po zakończeniu kariery Roberto Gomes Pedrosa został działaczem, a potem prezydentem São Paulo FC.
W latach 1967–1970 rozgrywano turniej piłkarski, nazwany jego imieniem – Torneio Roberto Gomes Pedrosa.